# László Széchy
László Széchy, född 18 november 1891 i Arad, död 9 december 1963 i Budapest, var en ungersk fäktare.
Széchy blev olympisk silvermedaljör i sabel vid sommarspelen 1924 i Paris.